# Eric Peterson (musiker)
Eric Peterson, född 14 maj 1964 i USA, är en amerikansk gitarrist, grundare och mestadels låtskrivare i thrash metal-bandet Testament. Han har även ett projekt kallat Dragonlord, där han spelar gitarr och sjunger. Han är den enda konstanta medlemmen i bandet. Han brukar spela kompgitarr men på de senaste albumen har han spelat både lead och kompgitarr med Alex Skolnick som är lead gitarrist i bandet. Han har varit gift med Kirk Hammetts (Metallica, Exodus) ex-fru Rebecca, som han har ett barn med. Han använde tidigt i sin karriär mest Gibson-gitarrer, men i nuläget spelar han på Dean guitars. Han är den inte enda originalmedlemmen (Chuck Billy) i Testament och har därför varit med på alla album.

## Samarbeten
- Warren Johnson - Time & Time (1988) - gästsång på "Time and Time"
- The Killing Flame - Another Breath (2000) - gästsång på "Bloodsucker"
- Psypheria - Embrace the Mutation (2002) - (tangentbord)
- Lunaris - Cyclic (2004) - (gitarr)
- Old Man's Child – Vermin (2005) - gitarr solo på "In Torment's Orbit"
- Aerial Ruin - 133 306 668 (2005) - gästgitarr på "To Slave"
- Vicious Rumors - Razorback Killers (2011) - gitarr solo på "Murderball"
- Leah McHenry – Otherworld (EP) (2013) - gästsång på "Dreamland"
- Golden Idols - Holy Smokes! (2016) (sång, keyboard, gitarr)
- 'Sarah Shook And The Disarmers - The Way She Looked at You (2018)
- Spin the Wheel, Demon, Black Mamba - Spin the Wheel (2021) - gästgitarr på "Spin the Wheel" genom "Spin the Wheel"
- Hollentor - Divergency (2023) - (gitarr)
- Nail Within - Sound of Demise (2023) - gästgitarr på "Years of Madness"